# Kadaň (nádraží)
Kadaň (do roku 2006 Kadaň město) je železniční stanice ve městě Kadaň. Nádraží bylo rekonstruováno v roce 2019, kdy proběhla i elektrizace přilehlé trati.

## Historie
Původní nádraží bylo postaveno v letech 1902–1903 společně s doupovskou dráhou. Nádraží bylo uzavřeno roku 1974, kdy byla trať s nádražím přeložena na současné místo.

## Umístění
Nádraží je umístěno na kopci, přístup k němu je jen po strmém schodišti a silnici. Parkoviště je umístěno v jeho těsné blízkosti. Nachází se přibližně jeden kilometr od historického centra města.

## Vybavení
V nádražní budově je pokladna, automat na nápoje a veřejné WC.

### Před rokem 2019

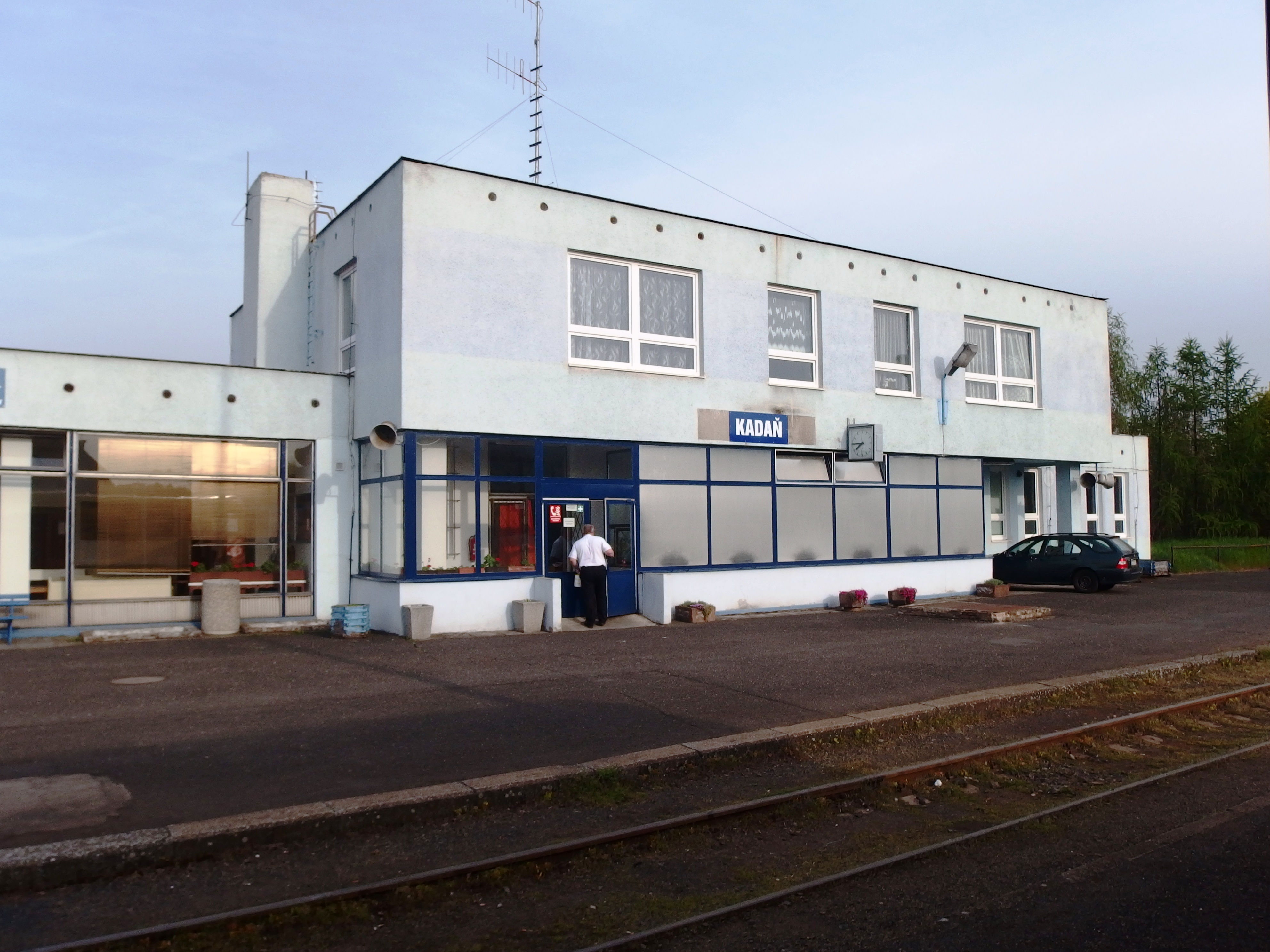
Železniční budova
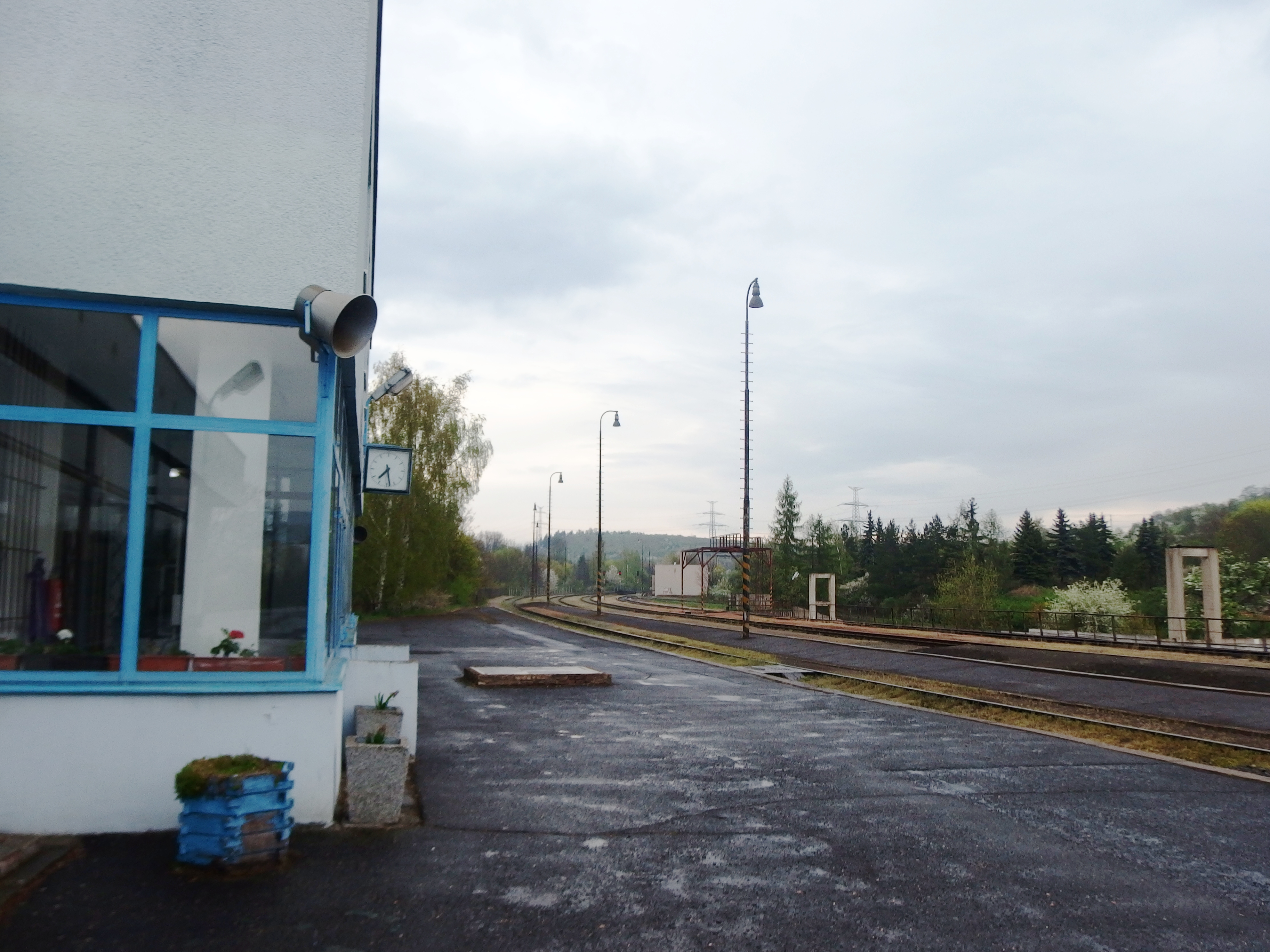
Směr Kadaň-Prunéřov
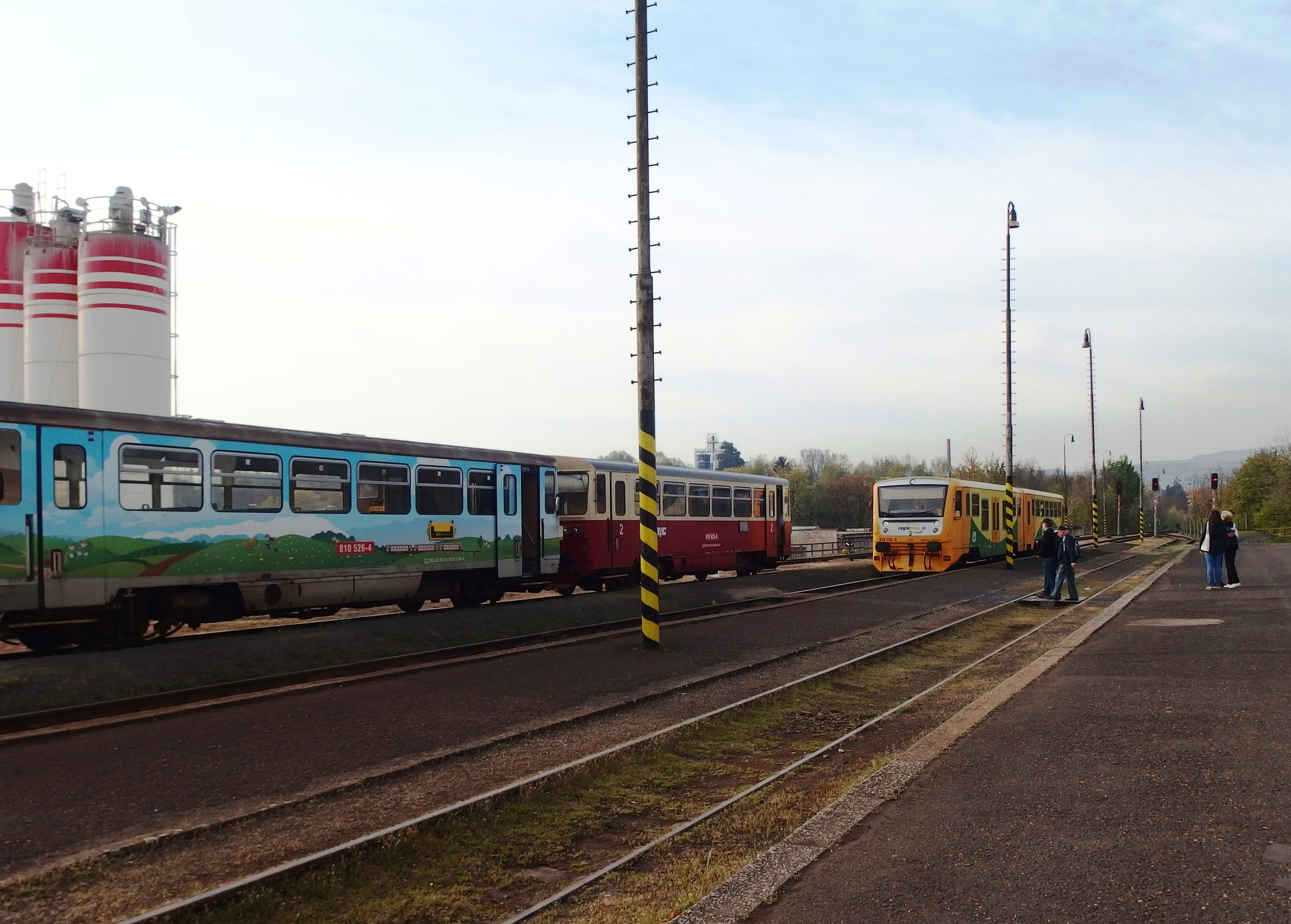
Směr Kadaň předměstí
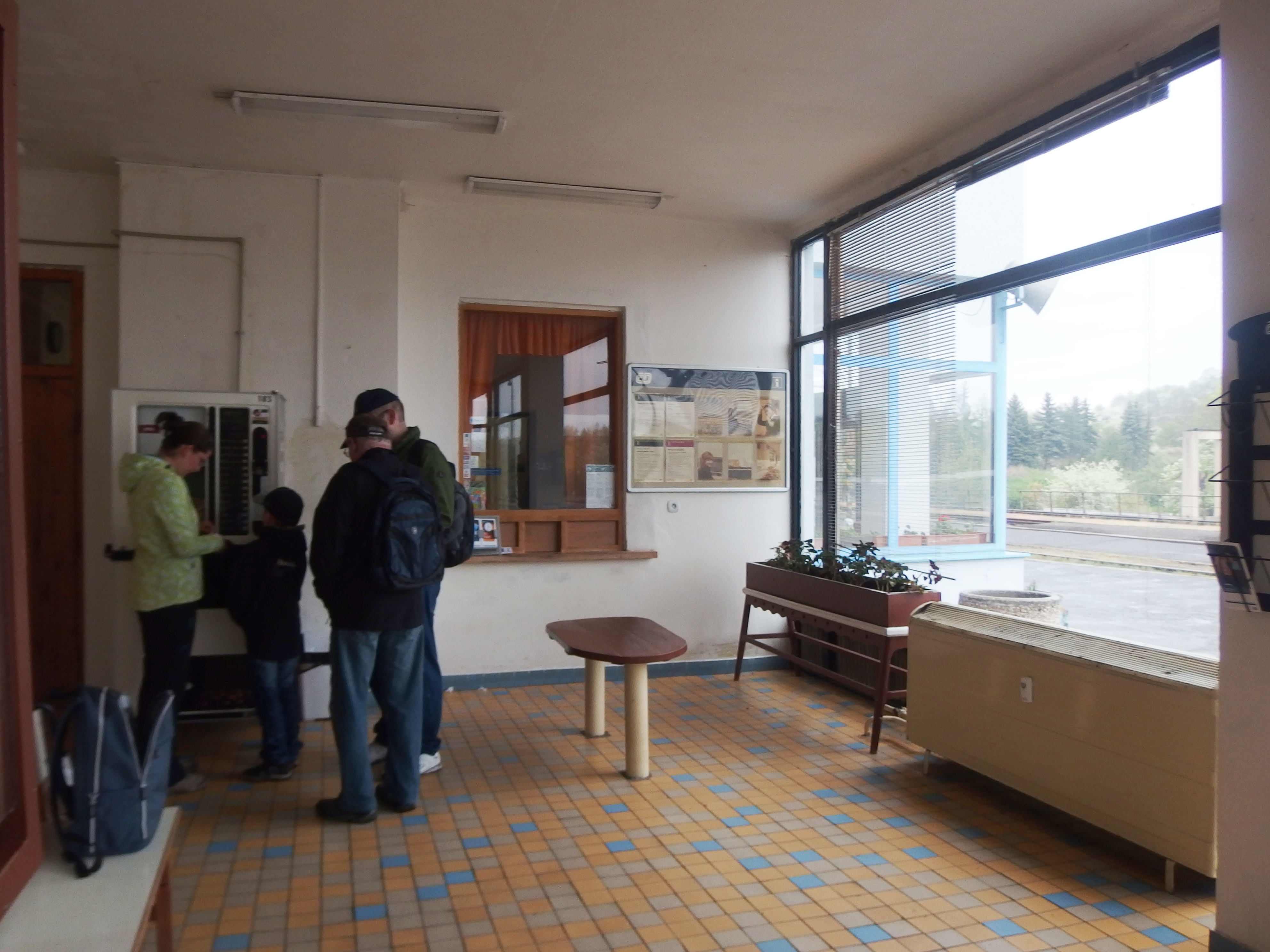
Interiér železniční budovy

### Stav v roce 2019

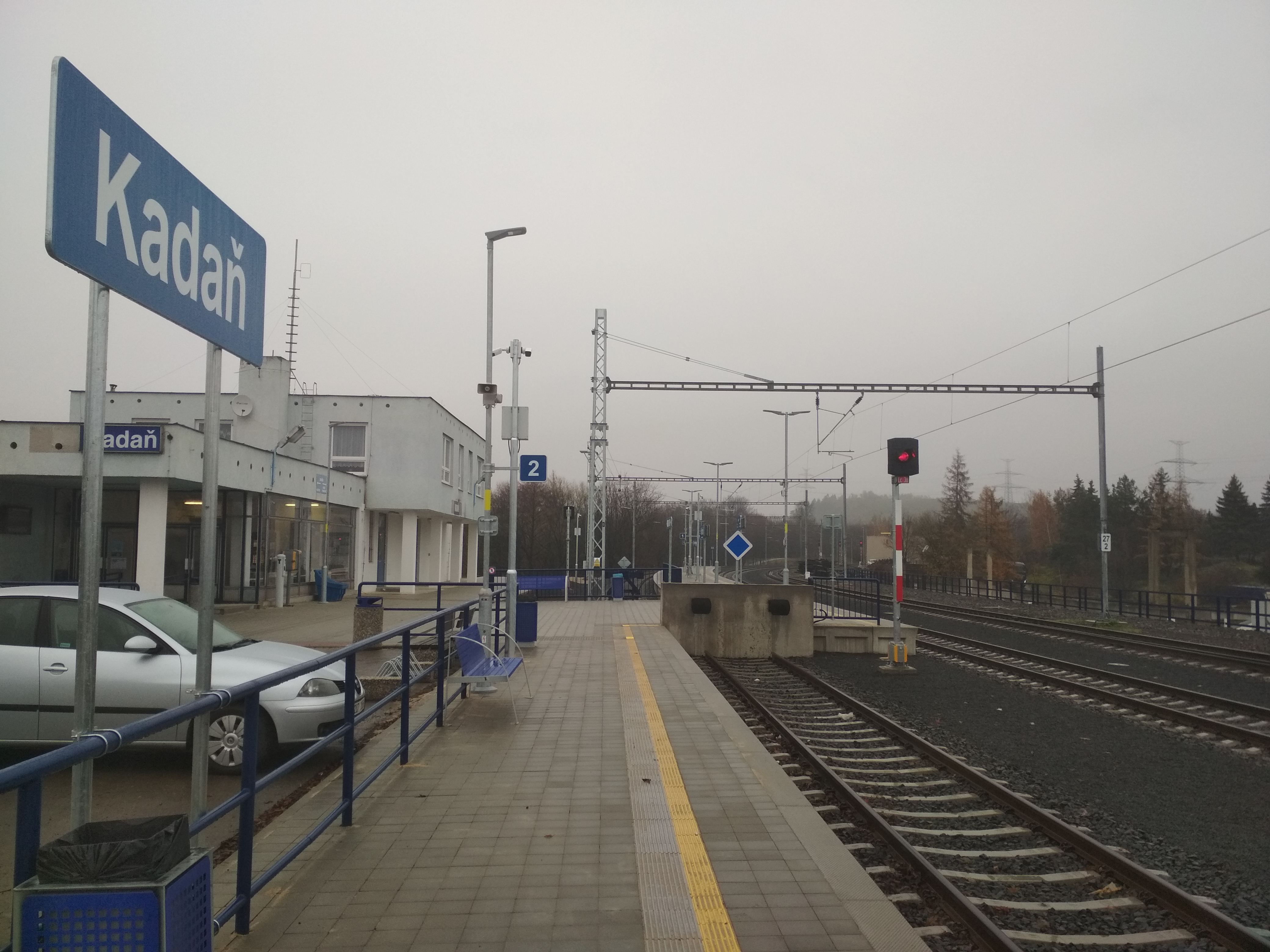
Nástupiště 2, směr Kadaň-Prunéřov
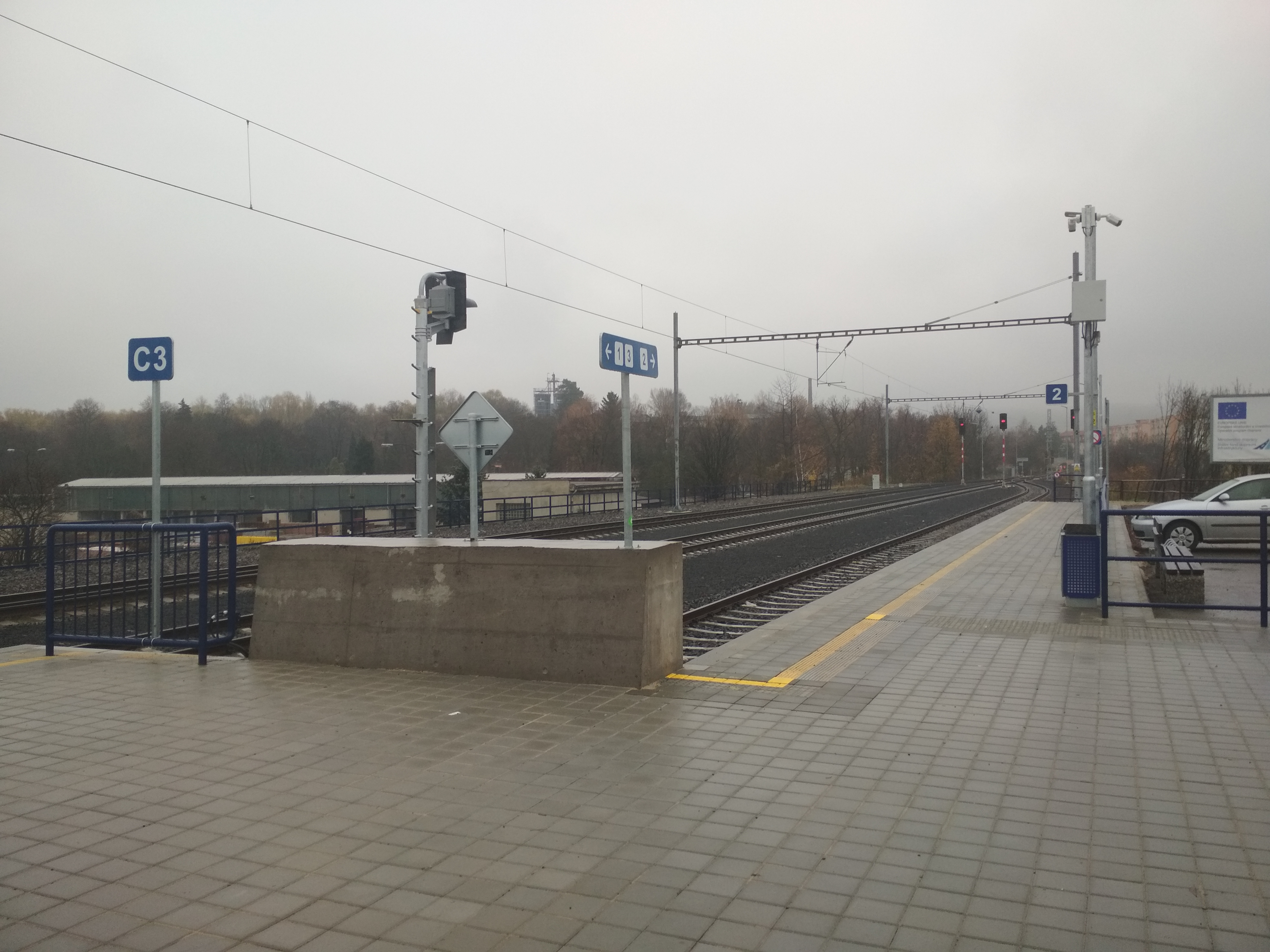
Nástupiště 2, směr Kadaň předměstí
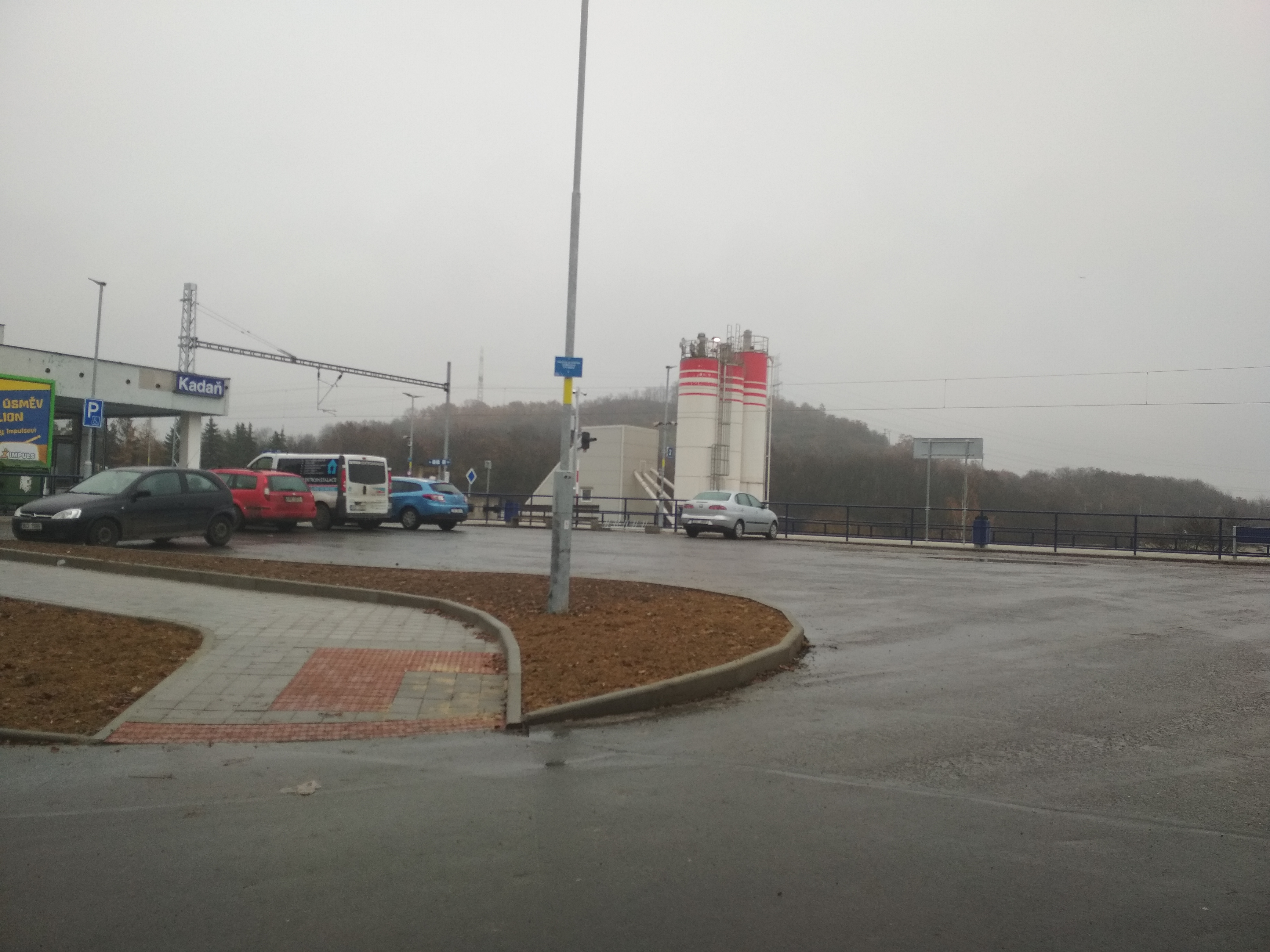
Parkoviště
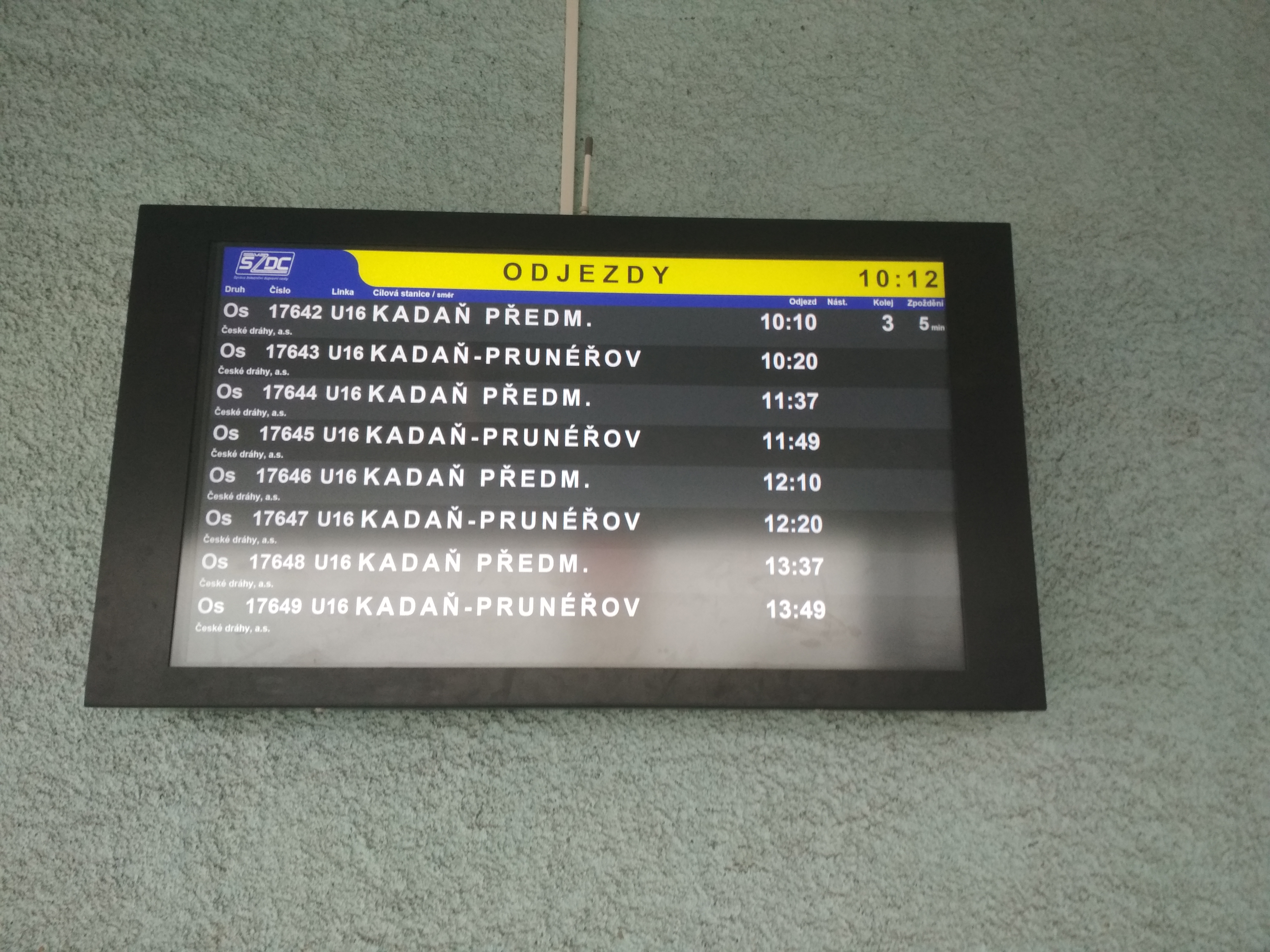
Cedule s odjezdy
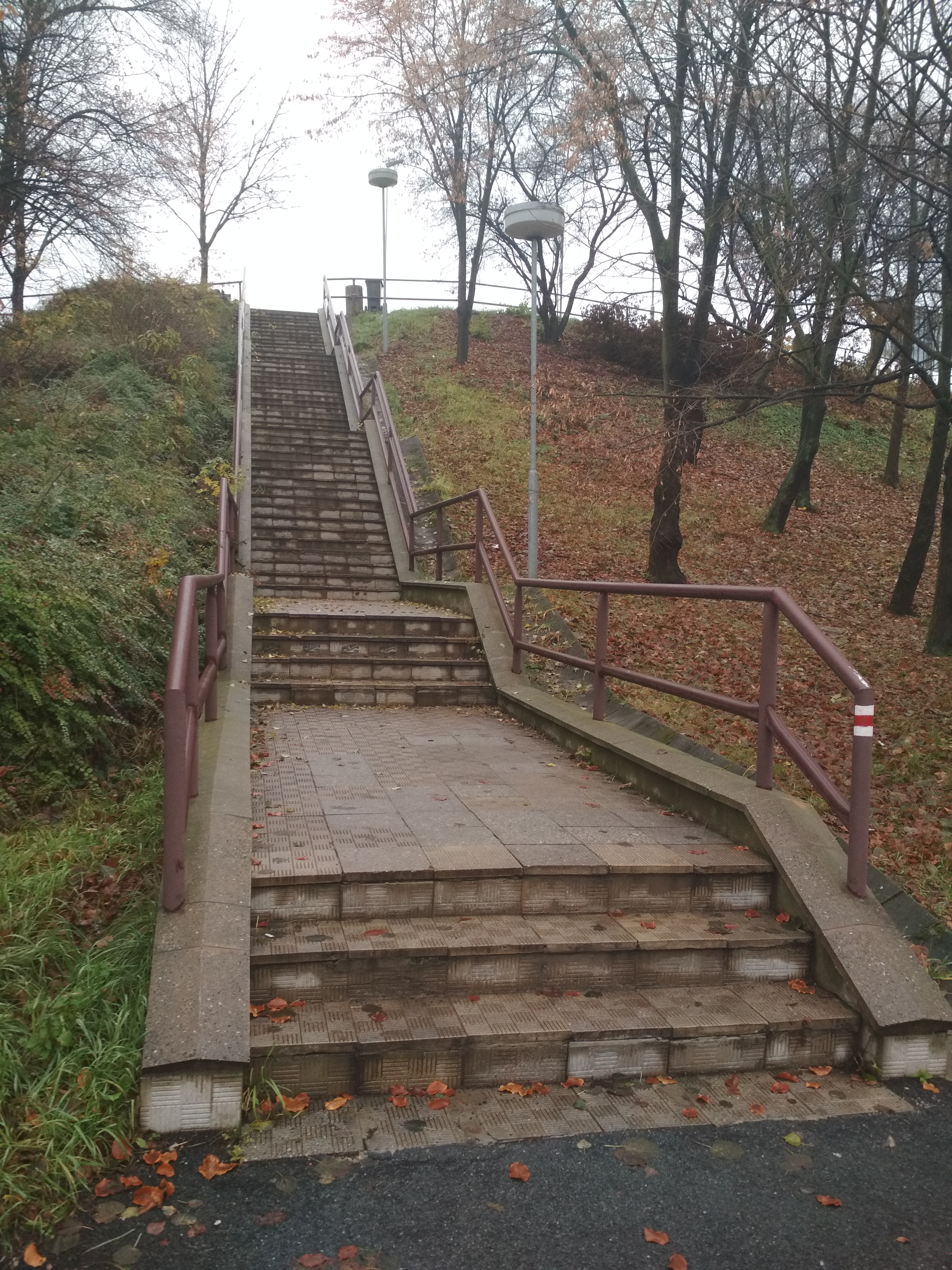
Schodiště

### Stav v roce 2021

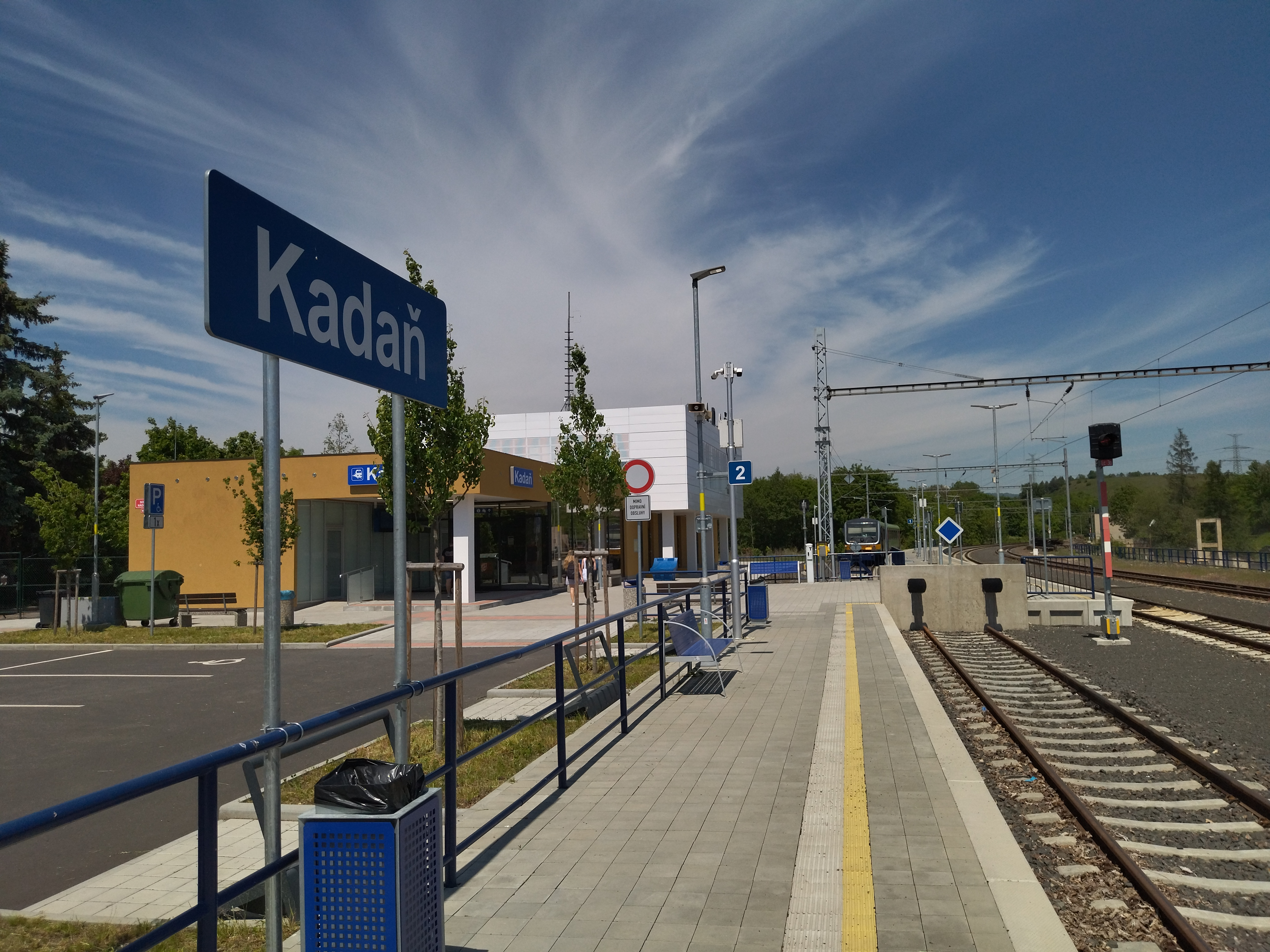
Nástupiště 2, směr Kadaň-Prunéřov
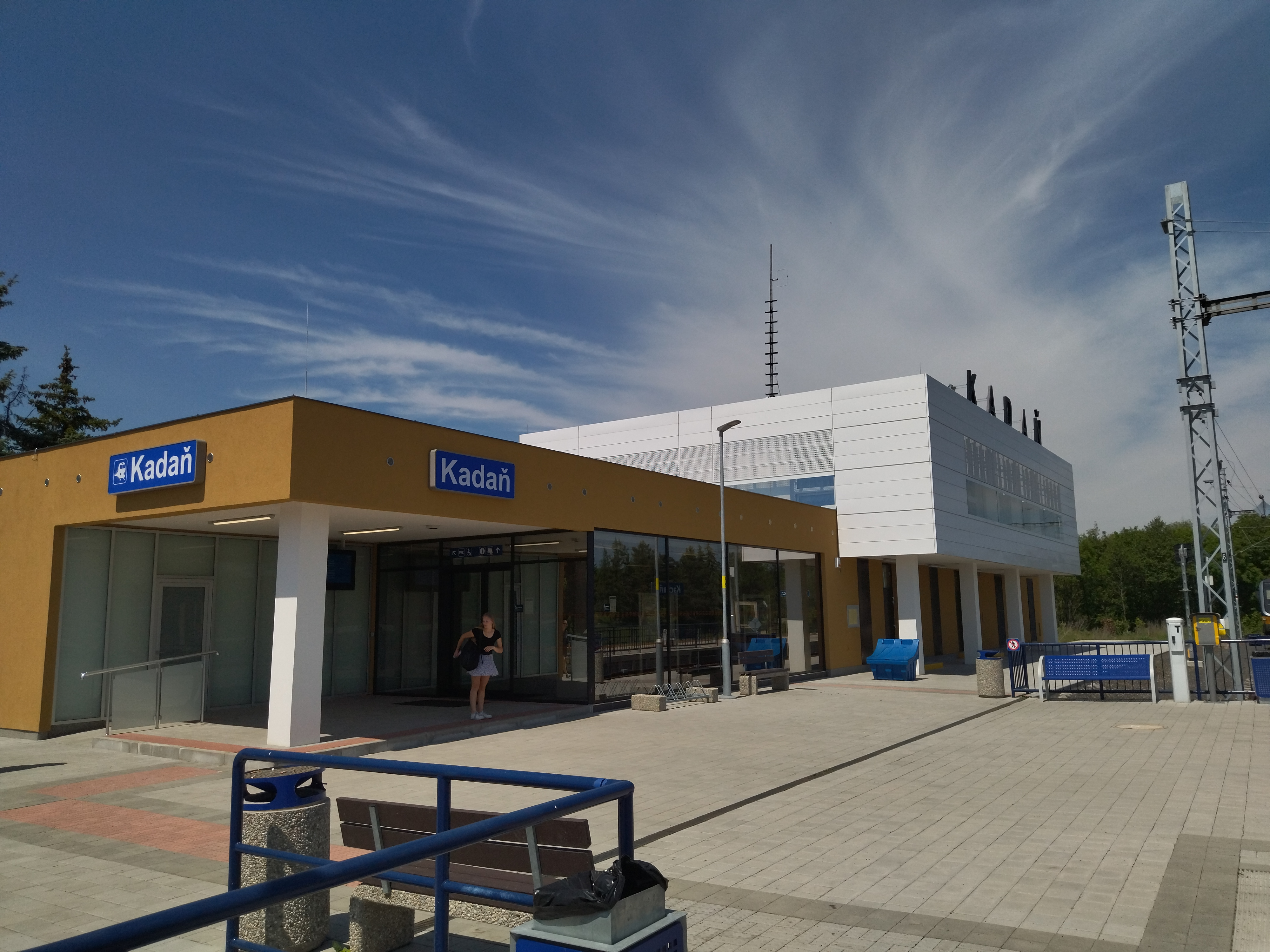
Nádražní budova
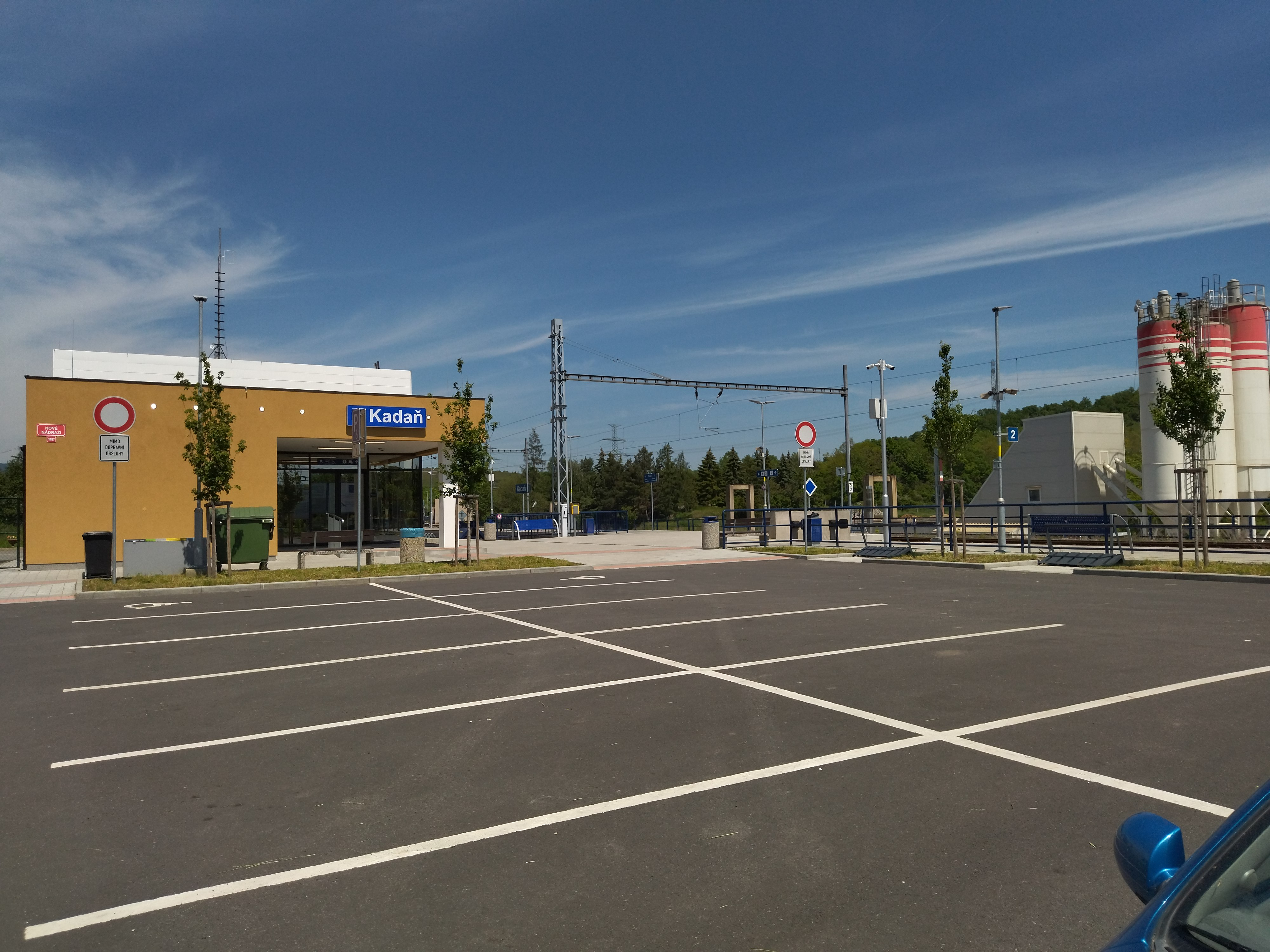
Parkoviště
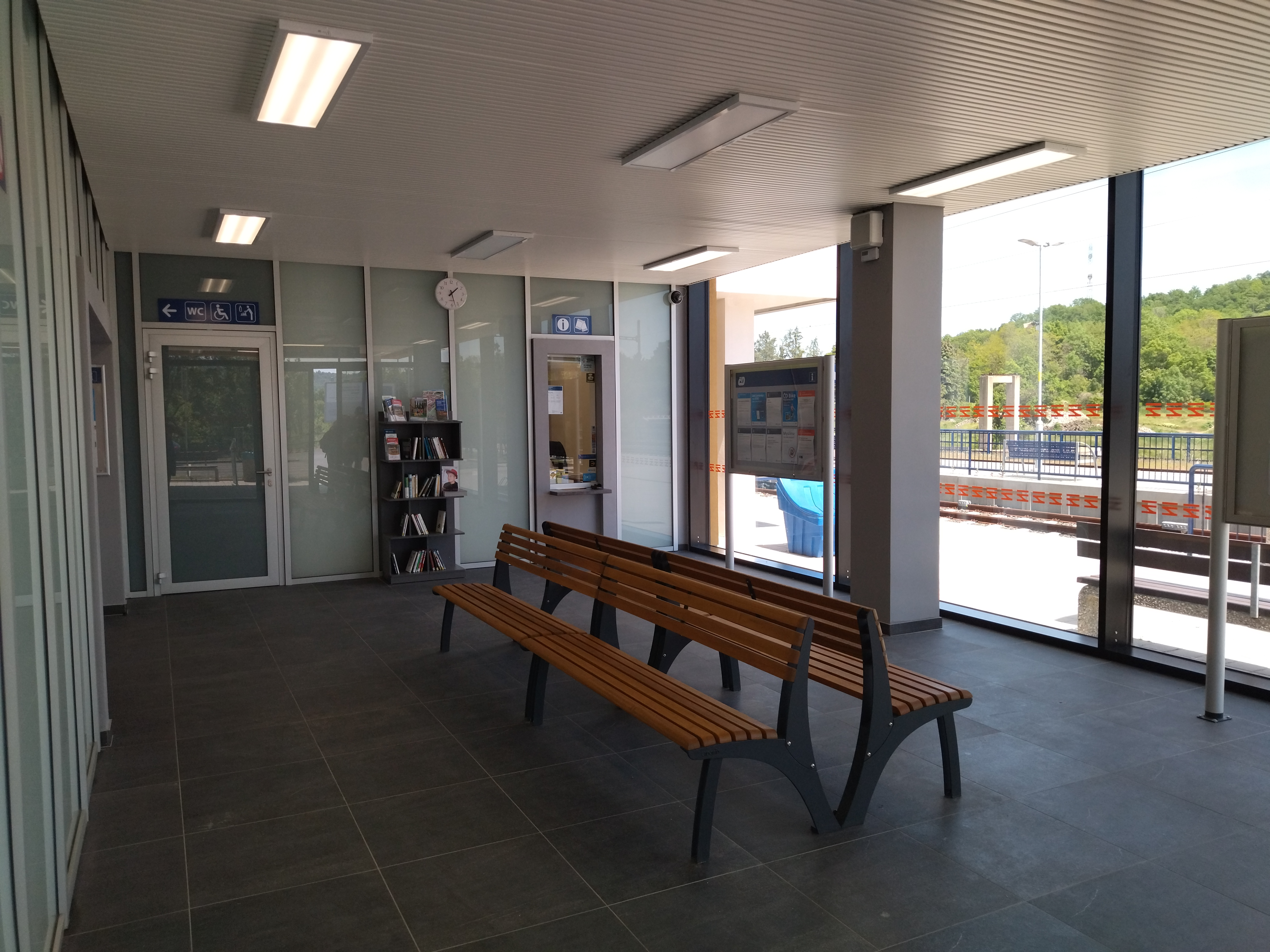
Interiér nádražní budovy
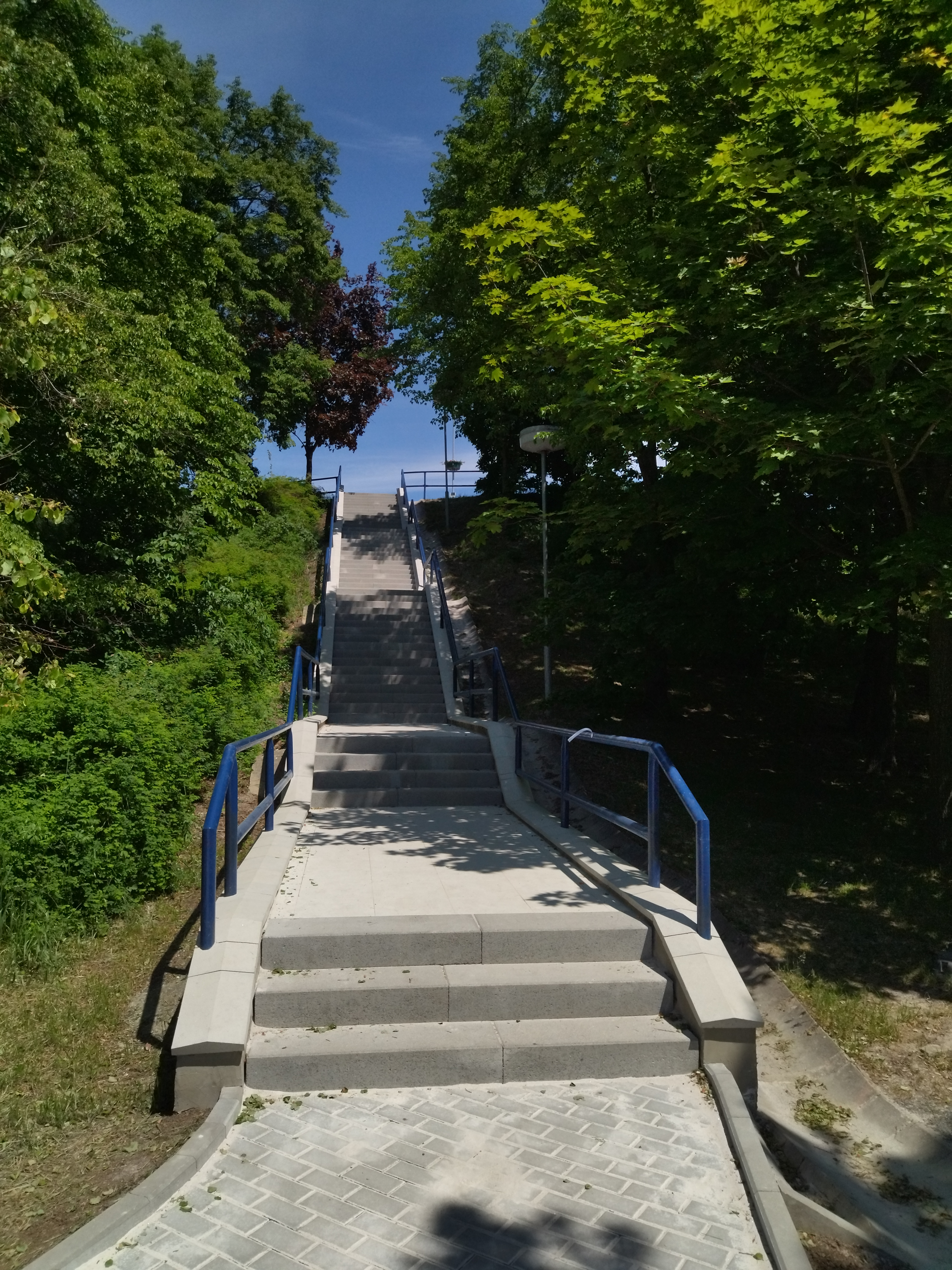
Schodiště